# Spring Heel Jack
Spring Heel Jack è un duo di musica elettronica britannico composto da John Coxon e Ashley Wales. Il gruppo, formatosi a Londra nel 1994, ha esplorato vari generi nel corso della sua storia passando dal drum and bass alla jungle sino al jazz e all'improvvisazione.

## Discografia
Album in studio
- 1995 - There Are Strings
- 1996 - 68 Million Shades...
- 1996 - Versions
- 1997 - Busy, Curious, Thirsty
- 1999 - Treader
- 2000 - Oddities
- 2000 - Disappeared
- 2001 - Masses
- 2002 - Amassed
- 2004 - The Sweetness of the Water
- 2008 - Songs and Themes
- 2009 - Mass

Live
- 2003 - Live
- 2014 - Live in Antwerp (con Pat Thomas, Alex Ward e Paul Lytton)